# Andrei Mîțîcov
Andrei Mîțîcov (în rusă Андрей Мыцыков; n. 15 noiembrie 1986, Tiraspol, RSS Moldovenească, URSS) este un fost atlet din Republica Moldova, specializat în săritura în înălțime.

## Carieră
Sportivul s-a apucat de atletism în anul 2000. În 2007 s-a clasat pe locul 12 la Campionatul European de Tineret (sub 23) și la Universiada de la Bangkok. În 2009 a reprezentat Republica Moldova la Campionatul European în sală de la Torino.
Pe 8 februarie 2015 el a stabilit un nou record național în sală cu o săritură de 2,22 m. Ulterior a câștigat la Istanbul medalia de argint la Jocurile Balcanice, sărind din nou 2,22 m. Tot în acel an a participat la Campionatul European în sală de la Praga dar nu a reușit să se califice în finală. În sezonul în aer liber a participat la Jocurile Europene de la Baku unde a cucerit medalia de argint.
În mai 2016, Andrei Mîțîcov a egalat recordul național în aer liber al lui Radu Tucan cu o săritură de 2,25 m.

## Realizări
| An   | Competiție                               | Locație           | Loc | Note   |
| ---- | ---------------------------------------- | ----------------- | --- | ------ |
| 2007 | Campionatul European de Tineret (sub 23) | Debrețin, Ungaria | 12  | 2,14 m |
| 2007 | Universiada                              | Bangkok, Tailanda | 12  | 2,15 m |
| 2009 | Campionatul European în sală             | Torino, Italia    | 26  | 2,17 m |
| 2015 | Campionatul European în sală             | Praga, Cehia      | 22  | 2,14 m |
| 2015 | Jocurile Europene                        | Baku, Azerbaidjan | 2   | 2,24 m |

## Recorduri personale
| Probă                        | Performanță | Dată             | Locație  |
| ---------------------------- | ----------- | ---------------- | -------- |
| Săritură în înălțime         | 2,25 m =RN  | 28 mai 2016      | Tiraspol |
| Săritură în înălțime în sală | 2,22 m RN   | 8 februarie 2015 | Chișinău |

## Legături externe
- en Andrei Mîțîcov la World Athletics
- en  Andrei Mîțîcov la athleticspodium.com